# Университет Умео
Университет Умео — один из крупнейших университетов Швеции, располагающийся в городе Умео в северной части страны. Университет был основан в 1965 году и является пятым по возрасту университетом Швеции. Основание университета явилось толчком к развитию города, который на данный момент практически на четверть состоит из студентов.
На данный момент в университете обучается порядка 28000 студентов, включая аспирантов. В преподавательском составе работает около 4000 человек, из которых 256 имеют профессорские должности.
Университет известен своими научными работами в области наук о живых системах, в первую очередь, высших растениях, исследованиями в области статистики, а также школой промышленного дизайна.

## Организация
Университет состоит из четырёх основных факультетов:
- Факультет искусств
- Факультет медицины и одонтологии
- Факультет естественных наук и технологий
- Факультет социальных наук

Также в университете функционируют девять школ:
- Колледж дизайна — открыт в 1989 году, основное направление обучения — промышленный дизайн, имеет мировую известность
- Технологический институт — часть факультета естественных наук и технологий, осуществляет подготовку инженеров
- Архитектурный колледж — открыт осенью 2009 года
- Школа бизнеса
- Педагогический колледж — образован в 2009 году на замену педагогическому факультету
- Колледж искусств — основан в 1987 году, каждый год набирается всего 12 новых студентов, при этом одновременно в колледже обучается не более 60 студентов
- Центр спортивных наук
- Университетская школа ресторанного и кулинарного искусств

## Кампус

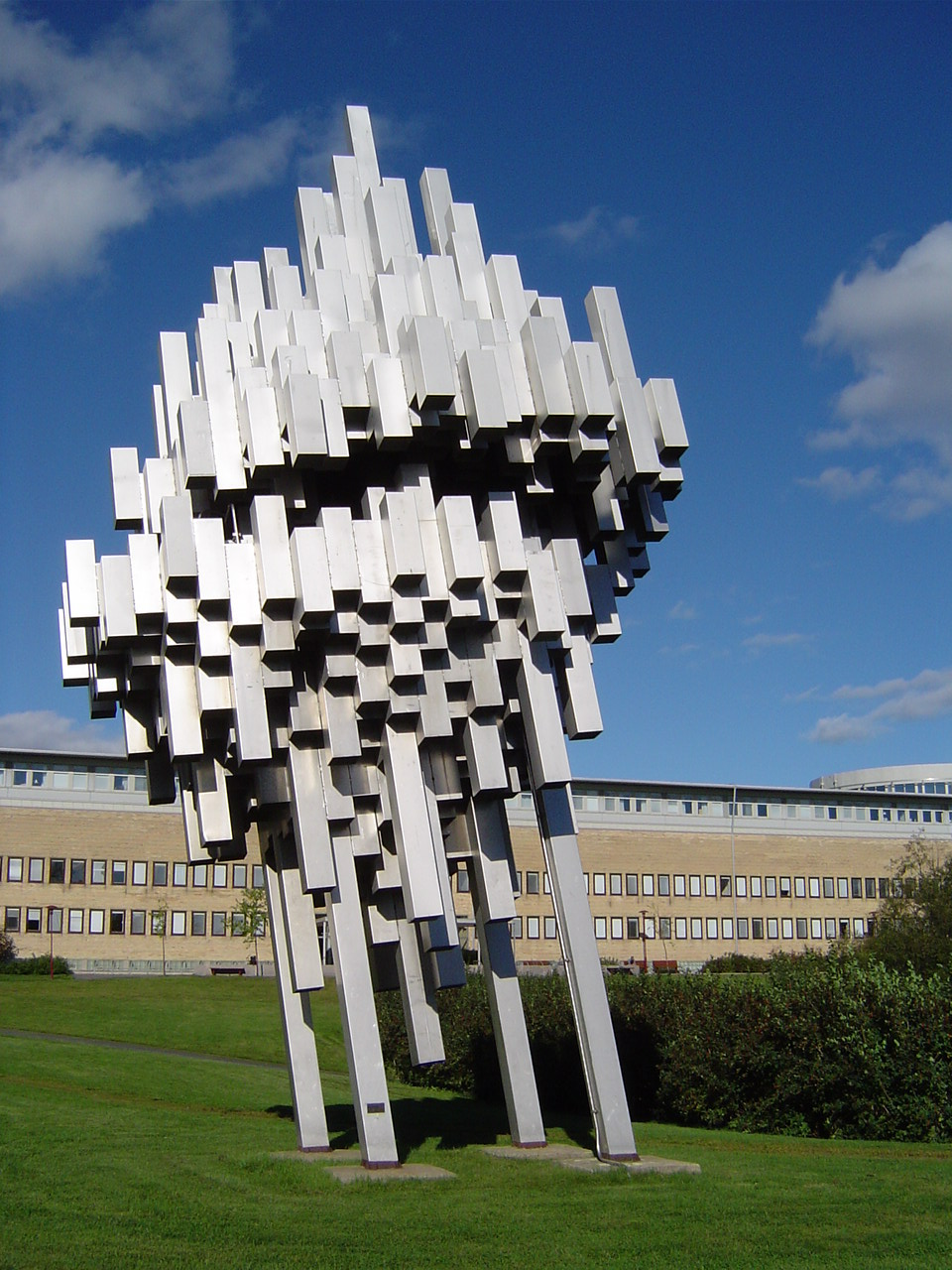
Кампус университета Умео. Символ университета — скульптура «Северный свет» авторства Эрнста Нордина

Большинство кафедр и колледжей располагается на территории единого кампуса (университетского городка), расположенного на востоке города Умео. Вблизи кампуса располагается район Алидхем, где расположены студенческие общежития. В центре кампуса располагается здание «Юниверсум», где размещаются рестораны, консультационный центр для студентов, информационный сервис, центр союза студентов, поликлиника, магазин товаров с университетской символикой, парикмахерская, мини-бар и т. д.

## Знаменитые личности

### Почётные доктора наук
- Фуглесанг, Арне Кристер — шведский физик и первый астронавт Швеции
- Корнберг, Роджер — американский биохимик, лауреат Нобелевской премии по химии (2006)